# پیکنس (نیوجرسی)
پیکنس (به انگلیسی: Preakness) یک منطقهٔ مسکونی در ایالات متحده آمریکا است که در وین، نیوجرسی واقع شده‌است. پیکنس ۶۵ متر بالاتر از سطح دریا واقع شده‌است.